# Spanien i olympiska vinterspelen 1984
Spanien deltog med 12 deltagare vid de olympiska vinterspelen 1984 i Sarajevo. Ingen av landets deltagare erövrade någon medalj.